# Genya Ravan
Genya Ravan (* 19. dubna 1940) je americká zpěvačka.
Narodila se v polské Lodži a roku 1947 se s rodinou odstěhovala do Spojených států amerických. Svou kariéru zahájila ve skupině Richarda Perryho nazvané The Escorts. V roce 1962 založila skupinu Goldie and the Gingerbreads, ve které strávila následujících pět let. Roku 1968 pak založila skupinu Ten Wheel Drive, ze které odešla v roce 1971. V následujícím roce vydala své první sólové album nazvané Genya Ravan a následovala jej řada dalších. Rovněž pracovala jako hudební producentka; produkovala například alba Young Loud and Snotty (1977) skupiny The Dead Boys nebo Siren (1980) zpěvačky Ronnie Spectorové.
Roku 1978 zpívala doprovodné vokály na albu Street Hassle hudebníka Lou Reeda a v následujícím roce přispěla na album Mirrors skupiny Blue Öyster Cult. Dále také zpívala na albu Ya Know? zpěváka Joeyho Ramonea. Později spolupracovala například se skupinou TriPod. V roce 2004 vyšla její autobiografická kniha nazvaná Lollipop Lounge. Ve filmu CBGB z roku 2013 ji hrála kanadská herečka Stana Katić.

## Sólová diskografie
- Genya Ravan (1972)
- They Love Me, They Love Me Not (1973)
- Goldie Zelkowitz (1974)
- Urban Desire (1978)
- …And I Mean It! (1979)
- For Fans Only! (2003)
- Undercover (2010)
- Cheesecake Girl (2013)